# 陈晓非
陈晓非（1958年2月—），男，辽宁本溪人，中国地球物理学家。

## 生平
1982年取得中国科学技术大学地球物理专业学士学位。1985年取得中国地震局地球物理研究所硕士学位。1991年取得南加州大学地球科学系理学博士学位。1996年任北京大学教授，获国家杰出青年科学基金资助，后任北京大学固体地球物理学专业主任、地球物理学系副主任，地球与空间科学学院副院长兼地球物理系主任。2000年成为教育部长江学者特聘教授。2008年任教于中国科学技术大学，任地球和空间科学学院执行院长。2015年当选为中国科学院院士。